# Happy Together (drama)
Pour les articles homonymes, voir Happy Together.
Happy Together, est un web-drama taïwanais en quinze épisodes de vingt-cinq minutes, diffusé sur Line TV du 4 décembre 2015 au 11 mars 2016.

## Synopsis
C'est l'histoire de six personnes vivant sous le même toit, trois garçons et trois filles. 

## Distribution
- Eugenie Liu : Qiao
- Sky Li : Alex
- Huang Pei Jia : Ding Wei Wei
- Aggie (Taiwan) : Liu Xiao Ai
- Chang Han : David
- Evan Ma : Wang Cheng Wen